# Joaquín López y López
Joaquín López y López (Chalchuapa, 16 de agosto de 1918 – San Salvador, 16 de noviembre de 1989) fue un sacerdote jesuita salvadoreño, uno de los mártires de la UCA.

## Trayectoria
Hizo sus primeros estudios en Santa Ana, terminó sus estudios de bachillerato en Santa Techal en 1938 y entró en el noviciado de la Compañía de Jesús en El Paso, Texas. Fue fundador y primer Secretario General de la Universidad Centroamericana "José Simeón Cañas" (UCA).
En 1969 fundó Fe y Alegría en El Salvador. Durante su servicio sacerdotal fue destinado al Colegio Externado de San José, a la UCA y a la organización benéfica Fe y Alegría. En los meses antes de su asesinato, le diagnosticaron cáncer sin embargo siguió trabajando.
El día 16 de noviembre de 1989 fue asesinado junto a sus compañeros jesuitas en la UCA, los jesuitas Ignacio Ellacuría, Ignacio Martín Baró, Segundo Montes, Amando López, Juan Ramón Moreno. Fueron también asesinadas Elba Julia Ramos, persona al servicio de la Residencia, y su hija Celina, de 15 años, por un pelotón del batallón Atlácatl de la Fuerza Armada de El Salvador, bajo las órdenes del coronel René Emilio Ponce.

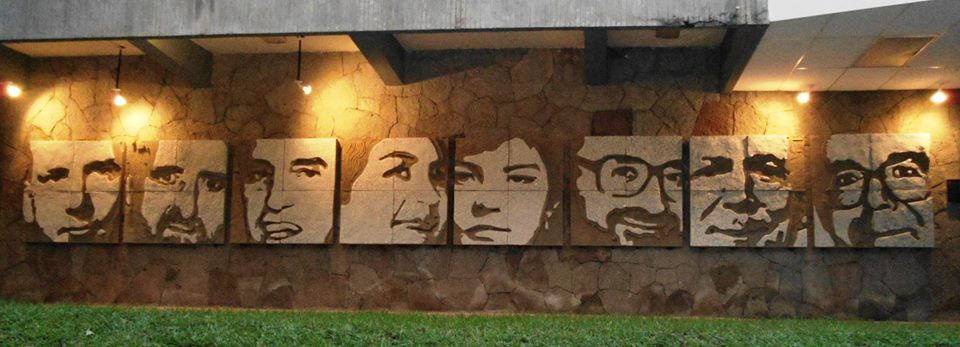
Mural de los mártires del UCA

El 11 de septiembre de 2020 la Sección Segunda de la Sala de lo Penal de Audiencia Nacional en España  condenó a 133 años y cuatro meses de cárcel al que fuera coronel y viceministro de Seguridad Pública del Ejército de El Salvador Inocente Orlando Montano Morales por el asesinato de cinco jesuitas españoles. Los magistrados también consideraron a Montano autor de los asesinatos de Joaquín López y López y de Elba Ramos y su hija. Sin embargo no pudieron condenarle por estos crímenes dado que Montano no había sido extraditado desde Estados Unidos por esos crímenes.